# Liberal arts college

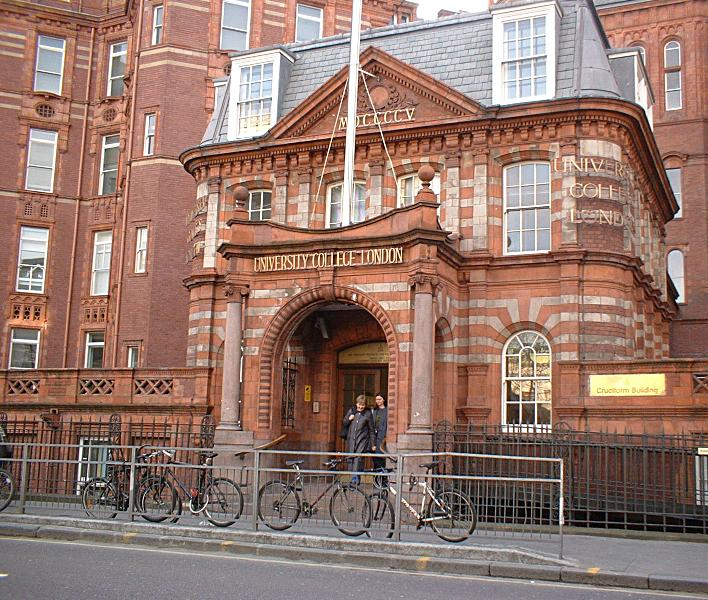
Cruciform gebouw, University College Londen, Verenigd Koninkrijk

Een liberal arts college is een onderwijsinstelling die een universitaire opleiding aanbiedt in de zogenaamde zeven vrije kunsten, een studieprogramma dat zijn oorsprong heeft in het klassieke Rome en in de middeleeuwen in Europa  aan hogescholen, kloosters en universiteiten werd onderwezen. Liberal arts colleges streven er naar studenten een brede algemene kennis bij te brengen en intellectuele capaciteiten te laten ontwikkelen, in tegenstelling tot een leerplan dat bedoeld is in een speciaal vakgebied op te leiden. Tot de 21e eeuw waren de colleges voornamelijk gevestigd in het Verenigd Koninkrijk, de Verenigde Staten en Canada, nadien ook in andere landen. Soms is het een zelfstandige onderwijsinstelling maar vaak maakt dit college deel uit van een universiteit.

## Vrije kunsten
De zeven studiegebieden die samen de vrije kunsten vormden zijn van oudsher Grammatica, Dialectica/Logica, Retorica, Aritmetica, Geometria, Musica en Astronomia. Ze worden 'vrij' genoemd (Latijn: liber), omdat zij de opleiding tot vrije burger beoogden, mensen die in staat zijn een zelfstandige rol in de maatschappij te vervullen. Liberaal betekent hier dus niet een politieke denkrichting. Bij het begrip 'kunsten' gaat het om kundigheid of vaardigheid, afgeleid van de Latijnse stam ars en niet om het creatieve gebied kunst.
Tegenwoordig kennen de meeste universiteiten specifieke programma's in de vrije kunsten. Liberal arts colleges verplichten studenten om voor een groot deel vakken te volgen in disciplines die niet direct te maken hebben met hun hoofdrichting. Ondanks dat 'liberal arts' een van origine Europese onderwijstraditie is, kent deze de meeste bekendheid in de VS. Daar vormen de zelfstandige 'Liberal Arts Colleges' een prestigieus deel van het hogeronderwijssysteem. Ook zijn 'Liberal Arts and Sciences Programs' onderdeel van de bachelorfase bij topinstellingen als Princeton, Yale, Columbia, Chicago, en Cornell. 

## Studiekeuze
Een essentieel verschil tussen een liberal arts college en een klassieke universiteitsopleiding in Nederland betreft de studiekeuze. Een liberal arts college laat de student tijdens de opleiding bepalen welke vakken er gevolgd zullen worden; tijdens de opleiding wordt vanuit een brede basis geleidelijk toegewerkt naar een specialisatie. De student volgt vooral in het eerste jaar enkele verplichte basisvakken, maar heeft naarmate de studie vordert beduidend meer keuzevrijheid in de vakken dan bij andere opleidingen. Uiteindelijk kiest de student één of meerdere specialisaties waarin hij of zij afstudeert. Andere universiteitsopleidingen in Nederland eisen een studiekeuze voorafgaand aan de opleiding, maar de student kan dan wel direct alle aandacht concentreren op het gekozen vak.

## Nederland
In Nederland wordt dit type onderwijs aangeboden in university colleges of als opleiding binnen de universiteit. University colleges bieden een brede (interdisciplinaire) Engelstalige wetenschappelijke opleiding (drie jaar fulltime), die wordt afgesloten met de graad Bachelor of Arts (BA) of Bachelor of Science (BSc). Deze heeft over het algemeen het niveau van een "honoursgraad". Onderwijsvormen zijn intensief, kleinschalig en residentieel, dat wil zeggen de studenten wonen samen op een eigen campus. University colleges hebben een internationale studentenpopulatie (30-60% komt uit het buitenland) en nemen studenten aan op basis van selectie. 
De university colleges zijn onderdeel van Nederlandse universiteiten en als zodanig door de NVAO geaccrediteerd als "Liberal Arts and Sciences"-opleidingen in het wetenschappelijk onderwijs.

## Enkele liberal arts colleges en opleidingen

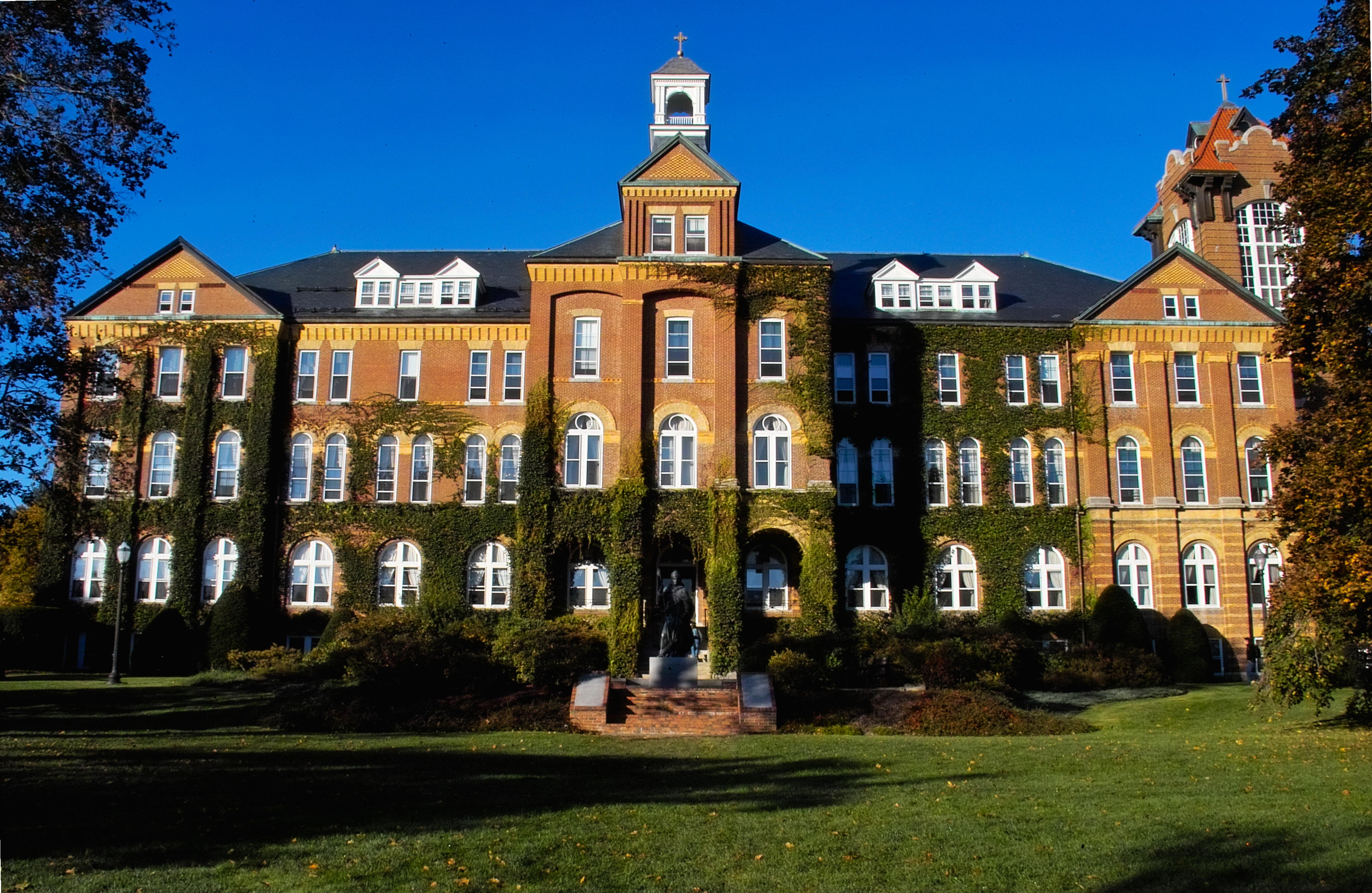
Het Saint Anselm College in Hillsborough County, New Hampshire, Verenigde Staten

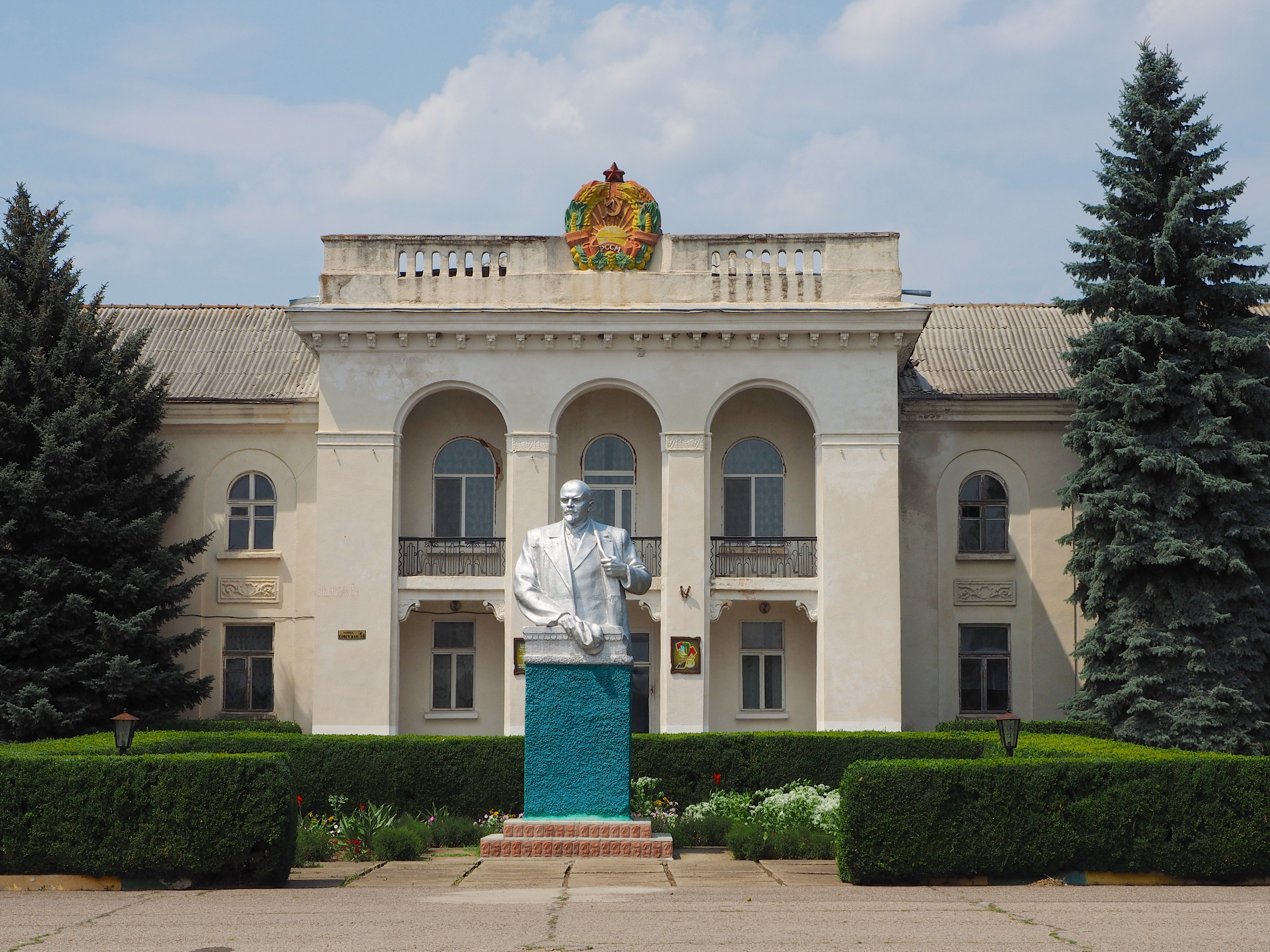
Liberal Arts College Dubăsari, Transnistria

Hieronder een willekeurige lijst van landen met willekeurig gekozen liberal arts colleges en opleidingen wereldwijd, de meest bekende opleidingen in de Verenigde Staten ontbreken. De lijsten van Duitsland en het Verenigd Koninkrijk zijn samengesteld op basis van een onafhankelijke ranking.

### België
- Vesalius College

### Nederland
- Amsterdam University College (Universiteit van Amsterdam)
- University College Utrecht
- Rijksuniversiteit Groningen, Liberal Arts & Sciences
- Erasmus Universiteit Rotterdam, Liberal Arts & Sciences
- Universiteit Leiden, Liberal Arts & Sciences
- Radboud Universiteit, Liberal Arts & Social Sciences
- Technische Universiteit Delft, Liberal Arts & Social Sciences
- Vrije Universiteit Amsterdam, Liberal Arts & Social Sciences
- Wageningen University & Research, Liberal Arts & Social Sciences
- University College Roosevelt (Middelburg)
- University College Maastricht
- Bernard Lievegoed College for Liberal Arts (hogeschool)
- ATLAS University College, Universiteit Twente

### Duitsland
- Technische Universität München (Ludwig-Maximillians-Universität)
- Freie Universität Berlin
- Rheinische Friedrich-Wilhelms-Universität Bonn
- University College Freiburg, deel van de Albert-Ludwigs-Universität Freiburg

### Verenigd Koninkrijk
- University College London
- University of Oxford, Liberal Arts & Social Sciences
- University of Cambridge, Liberal Arts & Social Sciences
- University of Manchester, Liberal Arts & Social Sciences
- University of Edinburgh, Liberal Arts & Social Sciences
- University of Birmingham, liberal art programme
- University of Bristol, liberal arts progamme
- University of Sheffield, Liberal Arts & Social Sciiences
- Durham University, Liberal Arts
- University of Exeter, Liberal  Arts programme
- King's College London, liberal Arts programme
- University of Warwick, liberal arts at Warwick

### Verenigde Staten
- Amherst College
- Augsburg College
- Bard College
- Barnard College
- Bennington College
- Calvin College
- Dordt College
- Hartwick College
- Haverford College
- Hillsdale College
- Hope College
- Macalester College
- Northwestern College (Iowa)
- Swarthmore College
- Wellesley College
- Wesleyan College
- Williams College